# لويس بيرير (سياسي)
لويس بيرير (بالفرنسية: Louis Perrier)‏ هو مهندس معماري وسياسي سويسري، ولد في 22 مايو 1849 في سويسرا، وتوفي في 16 مايو 1913 في سويسرا. حزبياً، نشط في الحزب الديمقراطي الحر (سويسرا). وقد انتخب عضو المجلس الوطني السويسري وانتخب عضو المجلس الفيدرالي السويسري.